# Morte durante o sexo consensual
Durante o ato sexual, a morte pode ocorrer por uma série de razões, geralmente por causa de algum estresse devido a atividade ou por outras situações exaustivas não corriqueiras.
O sexo pode ser associado a vários benefícios, mas também com sérios riscos. Aproximadamente cerca de 0,6% de todas as mortes repentinas ocorrem durante o sexo consensual. Há vários casos famosos de indivíduos que acabaram morrendo durante o sexo e tiveram seus óbitos registrados e noticiados, incluindo: um presidente, um primeiro-ministro e um papa.

## Saúde e fisiologia do ato sexual
A intimidade sexual, tal como o orgasmo, provoca o aumento do hormônio da oxitocina, popularmente apelidada de "hormônio do amor", e tem o potencial de criar laços de confiança entre seres humanos e reatá-los. A atividade sexual pode restabelecer a estabilidade emocional de diversas maneiras, reduzindo à infelicidade ou a depressão.
Em 2011, uma meta-análise do Journal of the American Medical Association publicou os resultados de que uma hora adicional de atividade sexual por semana acarreta em um risco de duas ou três vezes maior de infartos no miocárdio, e uma parada cardiorrespiratória em média para cada 10 000 dias de vida de uma pessoa. O intercurso sexual igualmente cria a possibilidade de um quadro hemorrágico subaracnoidítico através da Manobra de Valsalva. Também em 2011, uma meta-análise publicada pelo Journal of Sexual Medicine concluiu que um homem infiel tem uma chance significativamente maior de um ataque cardíaco do que um homem fiel durante o sexo. Estudos demonstram que a artéria basilar é estimulada durante o coito, embora a cefaleia orgástica tenha natureza benigna durante a maioria dos processos de orgasmo.
Óbitos durante o sexo consensual chegam a representar 0,6% de todas as mortes fulminantes. O viagra, embora seja considerada uma droga segura, já chegou a estar relacionada com mortes cardiovasculares entre homens mais velhos e com a saúde deteriorada por outras razões. Na maioria dos casos de óbitos por motivos cardiovasculares durante o sexo, a vítima é o homem. Drogas recreacionais, como a cocaína, estão ligadas a várias mortes durante o ato sexual.
A disfunção do endotélio no coração contribuí tanto para a aterosclerose e para a disfunção erétil. Por causa da conexão entre ambas as condições, aqueles que apresentam doenças cardíacas tem taxas mais elevadas de disfunção erétil. Inibidores de fosfodiesterase cGMP-específicos tipo 5 são usados para o tratamento da disfunção, os quais permitem que os pacientes possam retomar sua vida sexual apesar de condições cardíacas, ao reduzir a pressão sanguínea. Essas drogas, incluindo o sildenafil, inibem a ação da fosfodiesterase e, dessa maneira, quando o pênis é estimulado acontece uma concentração maior de monofosfato cíclico de guanosina (GMPc). O GMPc é o segundo mensageiro na ação do óxido nítrico, que por sua vez é responsável por estimular ereções, através do processo de vasodilatação. Uma parada cardiorrespiratória pode ser provocada pela doença arterial coronária, e a atividade sexual com pacientes debilitados na artéria coronária levanta a possibilidade de um ataque pela doença em si. No tratamento de doenças do coração, a fosfodiesterase pode reagir juntamente com outras drogas com efeito de hipotensão, existindo portanto a possibilidade de contraindicação no tratamento.

## Casos notáveis
Nota: Esta lista inclui apenas assassinatos ou incidentes fatais ocorridos durante o sexo consensual — mortes durante o sexo não consensual, como o estupro, não são incluídas.

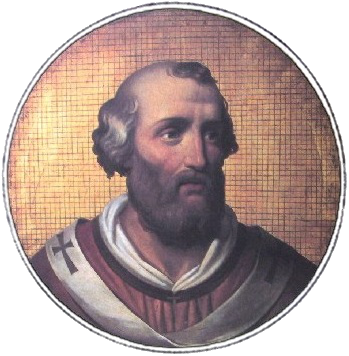
Papa João XII (m.964). Sua morte pode ter ocorrido durante um ato sexual com a sua amante.

- Papa João XII: morreu em 14 de maio de 964; um relato aponta que sua morte está relacionada com um AVC sofrido enquanto realizava atos sexuais com uma mulher chamada Stefanetta. Ao invés disso, ele provavelmente morreu por defenestração pelo marido da mulher ou sofreu uma marretada durante o coito.[16][17][18]
- Visconde Palmerston: primeiro-ministro do Reino Unido, morreu em 1865 após um breve período doente; as fontes não chegam em uma conclusão sobre as circunstâncias de sua morte. Há rumores que Palmerston ficou doente após realizar sexo em uma mesa de bilhar com sua empregada doméstica,[19][18] contudo este relato recebe contestações; uma versão conservadora aponta pneumonia.[20]
- Félix Faure: presidente da França entre 1895 e 1899, morreu enquanto recebia sexo oral de sua amante, Marguerite Steinheil. A causa da morte é apontada por hemorragia cerebral. Testemunhas alegam que se encontrava parcialmente nu. Certos historiadores contestam a versão mais extravagante.[21][19]
- Jean Daniélou: renomado por ter sido um prolífico teólogo, Jean foi encontrado morto na frente de um motel. Uma prostituta alegou sua presença por motivos de caridade, embora alguns sejam céticos.[18]
- Billy Snedden: político australiano e ex-líder do Partido Liberal da Austrália, acabou por "atingir o ápice da 'atividade parlamentar' e desfaleceu" (como registrado em um antológico depoimento de um policial pela verdade).[22]   Em 1987, dezenove anos depois da morte, seu filho, juntamente com a amante que teve a relação durante a morte de Billy, disse: "eu tenho certeza que ele foi dessa para melhor feliz — qualquer pessoa ficaria orgulhosa por morrer durante tanto trabalho".[23]
- Nelson Rockefeller: ex-vice-presidente dos Estados Unidos da América e herdeiro da magnata família Rockefeller, morreu em 1979, aos 70 anos, após supostamente ter relações sexuais com a sua secretária Megan Marshack e atingir o orgasmo. Por causa das circunstâncias não usuais de sua morte, a New York Magazine estampou: "Nelson pensou que ele estava vindo, quando, de fato, ele estava indo". Especulações contemporâneas sobre a causa de sua morte diferem-se bastante e a razão exata do óbito não é possível devido a cremação de Nelson.[24]
- Isamu Togawa: escritor japonês, sofreu um ataque no coração por causa de sua arritmia cardíaca em 1983; de acordo com um correlativo, Taro Maki, Togowa morreu durante um intercurso sexual. O irmão mais novo do escritor, Itaru Kikumura, também confirma a inusitada morte. Todavia essa teoria é desmentida pelo familiar e líder de negócios japonês Tuso Watanabe.[25]
- Jack Maconaughey, pai do ator Matthew McConaughey, morreu por ataque cardíaco em 1992 ao ter relações sexuais com sua esposa, Kim.[26]
- Em 1997, uma mulher proveniente de Houston morreu durante o sexo ao cair de um balcão, em Los Angeles.[27][28]
- Em Atlanta, um policial morreu em 2009 devido a uma doença arterial coronária enquanto participava de um ménage à trois. A viúva do policial conseguiu uma indenização de U$ 3 milhões ao processar o médico da família, alegando que ele não foi responsável o suficiente para socorrer e detectar a doença o quanto antes.[29]
- No Condado de York, Pensilvânia, uma mulher morreu eletrocutada em 2008 ao energizar correntes presas aos mamilos, em uma experiência erótica por eletroestimulação. A morte foi julgada por homicídio.[30]
- Em 1999, Mario Bugeanu, um jogador romeno de futebol, e sua parceira Mirela Mancu, morreram por intoxicação por monóxido de carbono enquanto praticavam intercurso sexual no carro e na garagem de Bugeanu, ao esquecerem o escapamento ligado.[31]
- Em 2013, uma mulher chamada Sharai Mawera foi dilacerada e morta por um leão ao praticar atos sexuais em uma região de mata no Zimbábue. O namorado conseguiu escapar.[32][33]